# 엔리케 시모네
엔리케 시모네 롬바르도(스페인어: Enrique Simonet Lombardo, 1866년 2월 2일 ~ 1927년 4월 20일)는 스페인의 화가이다.

## 유년 시절

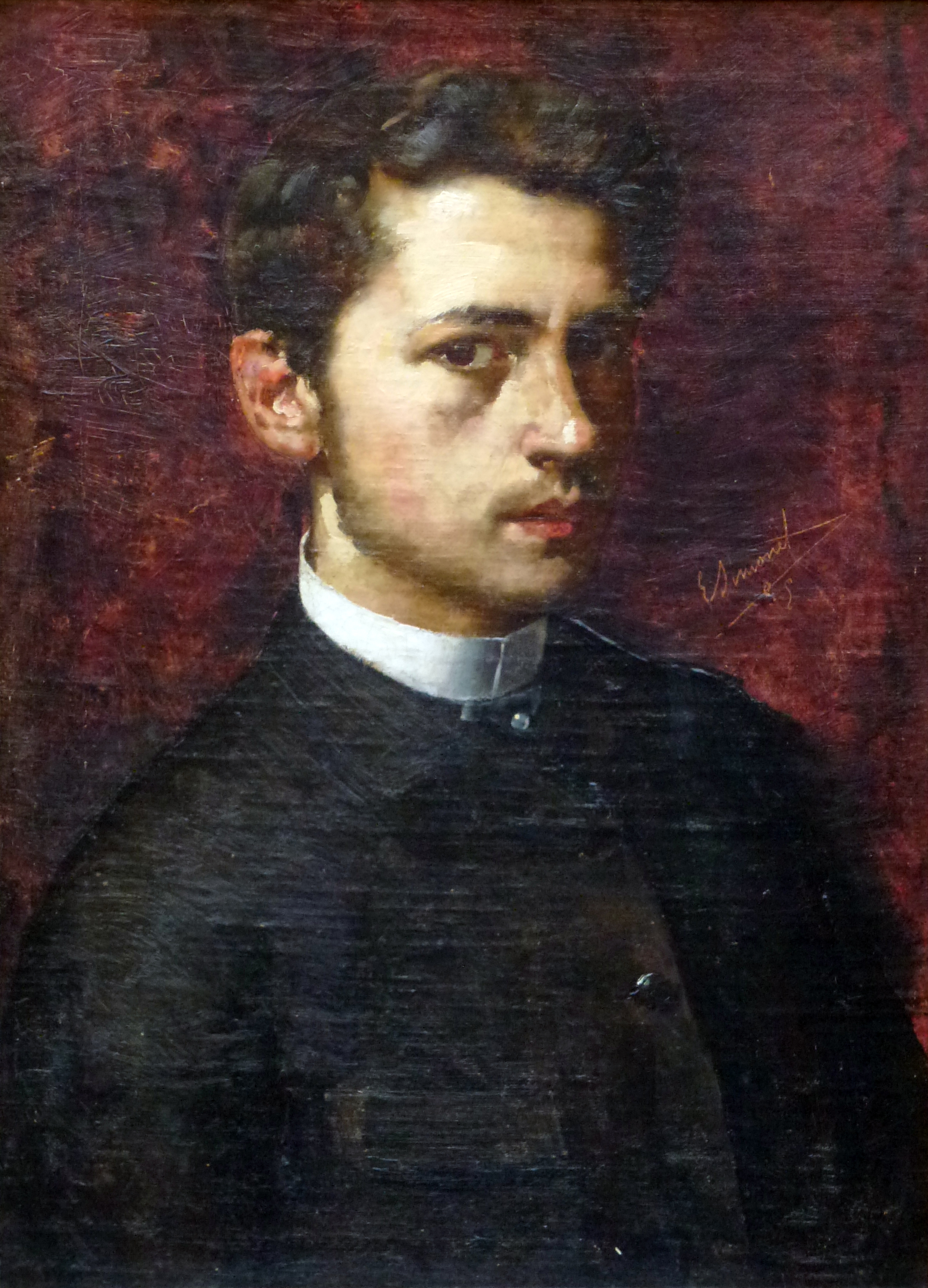
1885년에 그린 자화상

시모네는 발렌시아에서 태어났다. 어린 시절에는 원래 종교 공부를 하였으나, 그만두고 회화에 몰두하였다. 발렌시아 생 카를로스 왕립 예술 아카데미에서 공부한 뒤 말라가의 예술가 집단에 가입하였다. 또한, 말라가 회화 학교의 일부였던 베르나르도 페란디스 바데네스의 공방에 들어갔다.

## 작업과 여행
1887년 로마의 순수 예술 아카데미에서 회화 과정을 수료하고 그곳에서 1890년 첫 대표작 《심장 해부》를 그려 국제적으로 인정을 받고 몇몇 대회에 입상하였다. 시모네는 체류의 이점을 이용해 이탈리아 곳곳을 여행하고, 파리를 여러 번 방문하였으며, 1890년에는 지중해 연안을 유람하였다. 또한 거룩한 땅을 여행하며 기념비가 된 작품 《그가 그로 인해 우시다》(Flevit super illam)를 그렸고, 이 작품을 통해 1892년 마드리드, 1893년 시카고, 1896년 바르셀로나, 1900년 파리 등에서 수많은 상을 받았다. 시모네는 1893년과 1894년에 모로코에서 잡지 La Ilustración Española y Americana의 종군 기자로 활동하였다.

## 교육
시모네는 1901년 바르셀로나 예술 학교에서 자연과 예술의 연구 및 형식의 교수가 되었다. 1911년에는 마드리드에 위치한 산페르난도 왕립 예술 아카데미의 회원이 되었다. 1921년과 1922년에 걸쳐 파울라 사저의 조경을 감독했다.

## 죽음과 유산
시모네는 1827년 4월 20일 죽었다. 그의 그림 《성 파울로스의 참수》는 말라가 대성당에서 가장 잘 보이는 자리에 위치한다. 그는 장식용 회화와 풍경화를 전문으로 하였는데, 현존하는 그의 작품 중에 이 부분에 뛰어나다는 평가를 받는 것은 바르셀로나 대법원에 위치한 네 개의 큰 캔버스에 그린 《법률의 우화》(Allegories of Law), 마드리드의 대법원에 위치한 《여덟 지방의 우화》(Allegories of the Eight Provinces)가 있다.

## 화랑

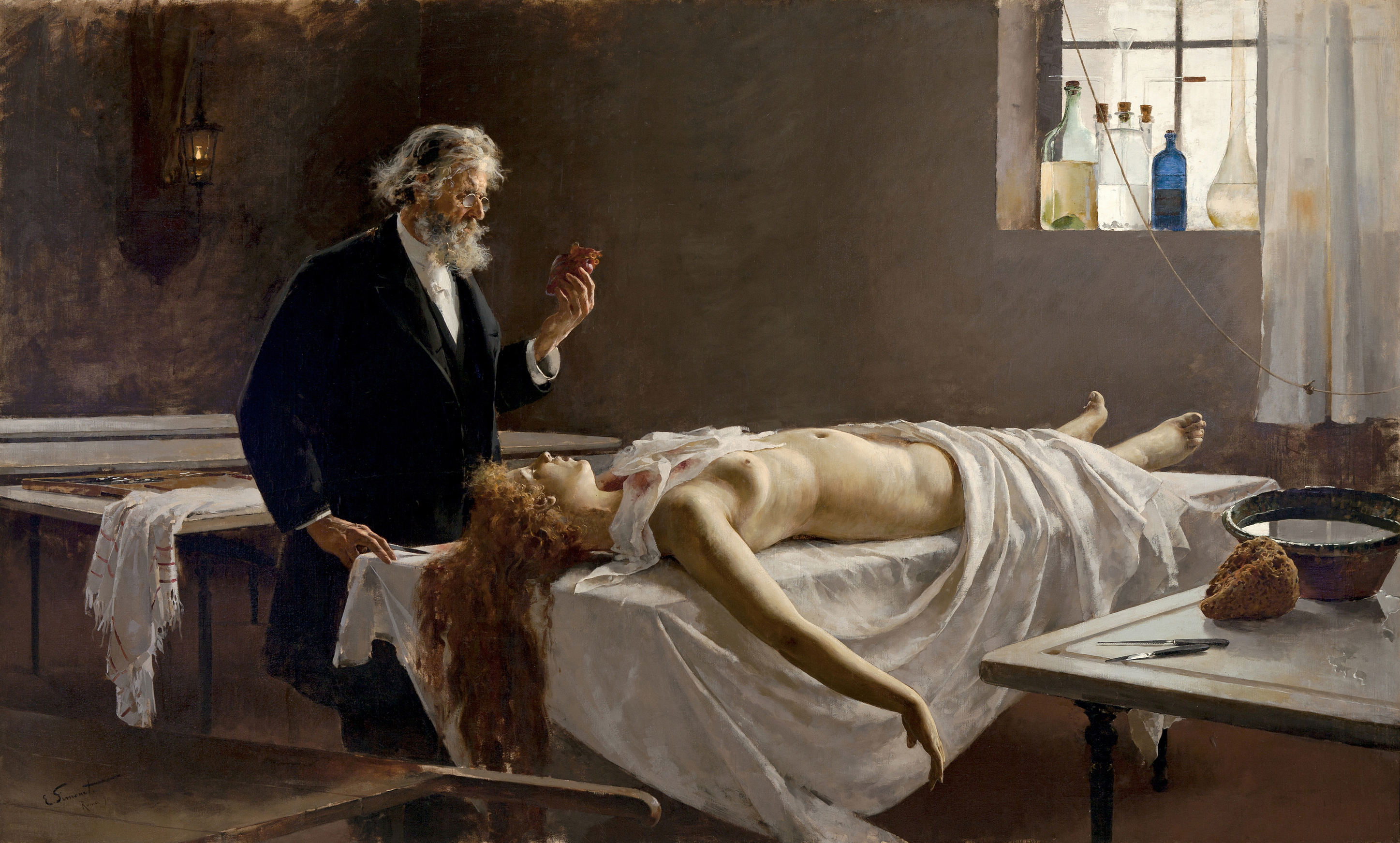
《심장 해부》. 177 x 291 cm 1890
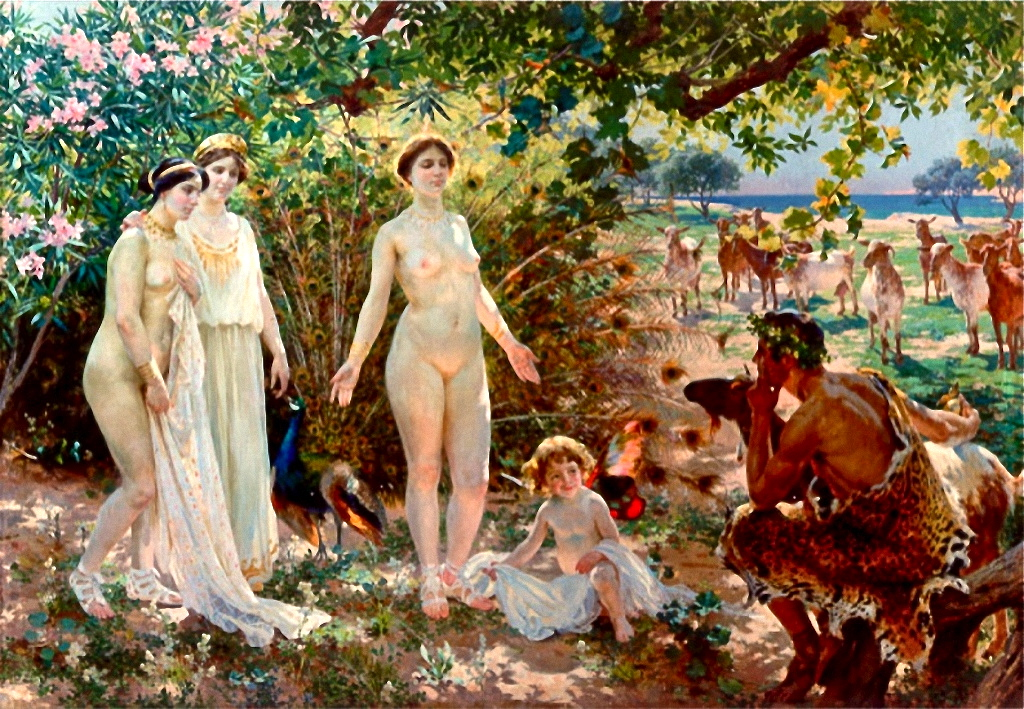
《파리스의 심판》. 215 x 331 cm 1904
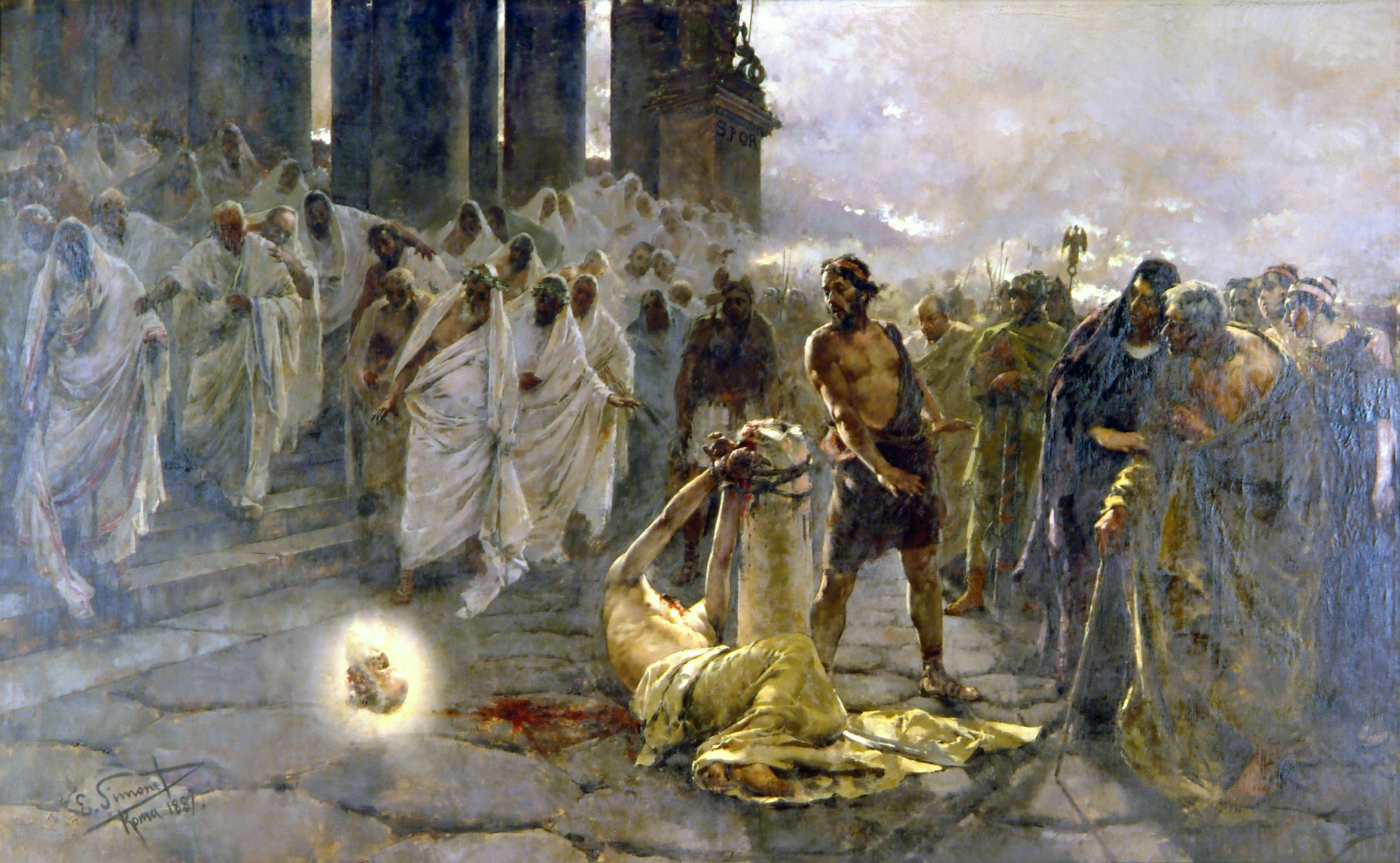
《성 파울로스의 참수》. 1887
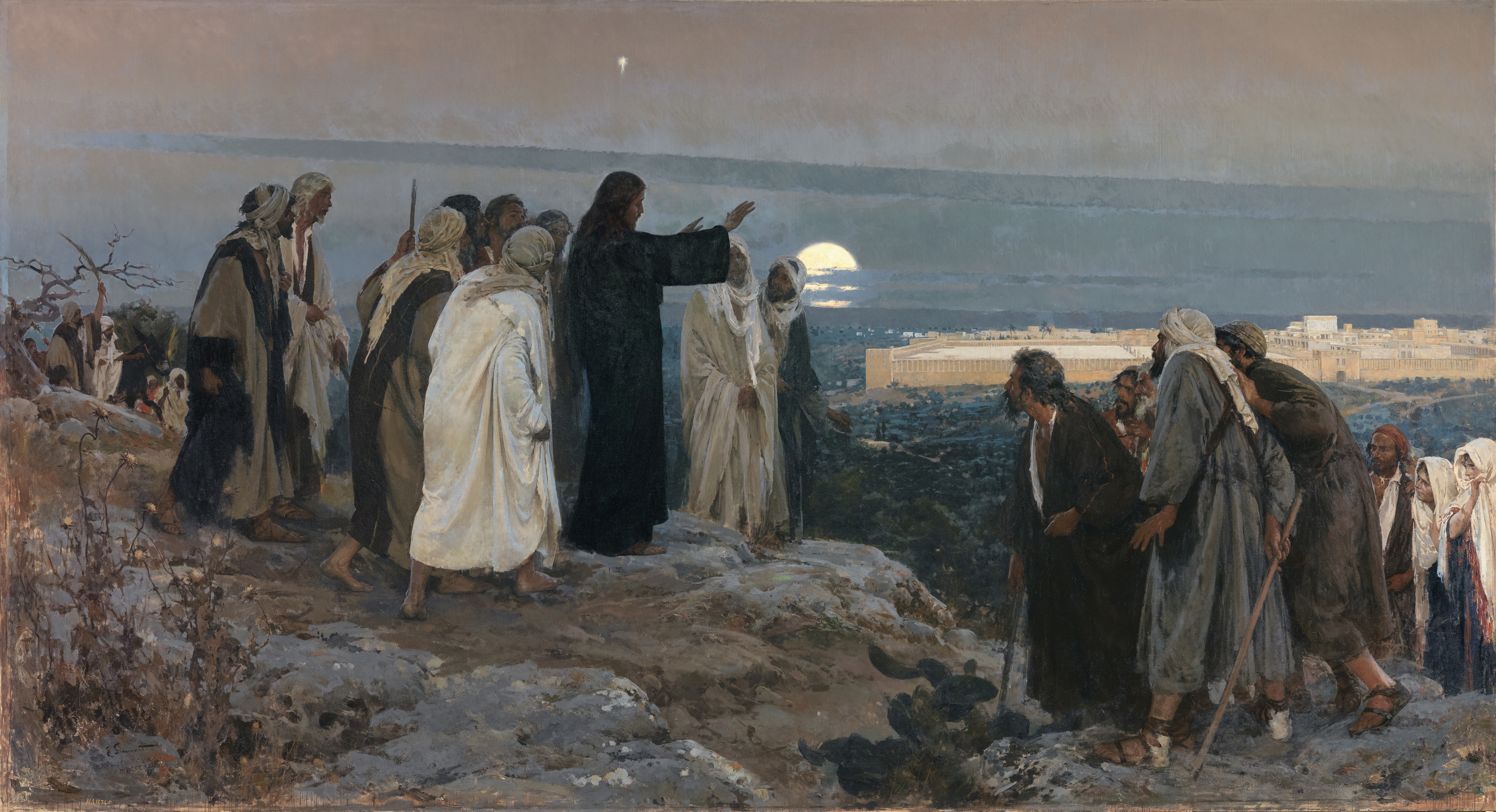
《그가 그로 인해 우시다》. 305 x 555 cm 1892

## 같이 보기
- 엔리케 시모네의 작품 목록 (스페인어)
- 파리스의 심판 (시모네)